# 遠彌計赤蜂
遠彌計赤蜂（オヤケアカハチ，？—1500年）亦稱於屋計赤蜂，《中山世譜》作堀川原赤蜂（ホンガワラアカハチ），是琉球第二尚氏王朝時期石垣島大浜村地區的豪族（按司），1500年曾起兵反對尚真王。

## 生平
根據石垣島當地的傳說，遠彌計赤蜂出生於波照間島，幼年即身材長大有勇力。後來遷居石垣島，娶當地豪族長田大主的妹妹古乙姥為妻，成為大濱村（今石垣市大濱）地區的按司。因勇力非凡，他的勢力很快就控制了整個石垣島，並擴張到八重山的其他幾個島上。
15世紀末，琉球朝廷向八重山群島徵收人頭稅，引起了島民的不滿，遠彌計赤蜂因此拒絕向朝廷繳稅。此時宮古群島上的勢力分為兩派，連年爭戰。遠彌計赤峰趁機入侵宮古島。宮古島的按司仲宗根豐見親率軍反擊，擊敗了遠彌計赤蜂，登陸與那國島。自此雙方開始結仇。
琉球國王尚真得知兩島發生衝突之後，立即派遣軍隊3000人，由大里等九人率領，前往征討八重山。仲宗根豐見親得知琉球兵至，願為先導。1500年，琉軍登陸石垣島，遠彌計赤蜂據島抵抗，終為琉軍所敗，被捕處死。

## 後世的評價
琉球國的官修史書《中山世譜》等都把遠彌計赤蜂塑造成一個反面人物的形象。但石垣島及其附近島嶼的原住民都將遠彌計赤蜂和另一位按司長田大主當作英雄看待。今石垣島大浜村建有青銅像紀念他。
2000年，也就是遠彌計赤蜂逝世500週年，石垣島舉行「遠彌計赤蜂慰靈祭」以紀念他。

## 遠彌計赤蜂與洪吉童
洪吉童是同一時代活躍的朝鮮海盜，《洪吉童傳》稱1505年曾登陸八重山群島，韓國學者薛盛景、梁潅承據此提出遠彌計赤蜂與洪吉童是同一人的說法。
2001年5月4日，韓國南部的長城郡開展「洪吉童國際學術研討會」，遠彌計赤蜂與洪吉童是否為同一人成為日韓學者討論的話題。韓國學者以在フルスト原遺跡（遠彌計赤蜂的居城）出土與兩人所處年代時期相同的韓國陶器和古錢為證據，認為他們是同一人；但日本學者則對韓國學者的假設多持質疑態度。

## 相關作品
- 電影「遠彌計赤蜂」，1937年，東京發聲映畫製作所。監督：重宗務、豐田四郎
- 兒童話劇「遠彌計赤蜂『太陽之亂』」，現代版組踊，平田大一指導[7]
- 小說《サウスバウンド》，作者：奧田英朗
- 超人力霸王中「怪獸紅王」（怪獣レッドキング）的名字即來自遠彌計赤蜂。

## 腳註、參考資料
1. ↑  .   [2010-02-20]. （原始内容存档于2020-09-15）. 网址－维基内链冲突 (帮助)
2. ↑  [永久] 琉球新報、2000年10月17日
3. ↑   的存檔，存档日期2008-10-23. 琉球新報、2001年5月8日
4. ↑   的存檔，存档日期2013-07-23. 琉球新報、2000年4月26日
5. ↑  琉球新報、1998年5月1日
6. ↑  [永久] 琉球新報、2001年7月15日
7. ↑  .   [2010-02-20]. （原始内容存档于2021-02-09）. 网址－维基内链冲突 (帮助)

- 《中山世譜·尚真王》